# 칼 피어슨
칼 피어슨(영어: Karl Pearson, IPA: [ˈkɑː(r)l ˈpɪə(r)sən], 1857년 3월 27일 ~ 1936년 4월 27일)은 영국의 생물통계학자, 수학자로 수리통계학을 정립한 인물로 꼽힌다. 1911년 유니버시티 칼리지 런던에 세계 최초의 통계학부를 설립했으며 생물측정학과 기상학 분야에 기여했다. 또한 사회진화론과 우생학의 주창자로서 오늘날 과학적 인종주의로 여겨지는 소문을 펴기도 했다. 프랜시스 골턴의 제자로서 그의 전기를 집필했으며 윌리엄 킹던 클리퍼드의 《Common Sense of the Exact Sciences》과 아이작 토드헌터의 《History of the Theory of Elasticity》를 사후 편찬하였다.
아들인 이건 피어슨 또한 통계학자로, 왕립통계학회 회장을 맡았다.

## 생애
피어슨은 1857년 런던 이즐링턴의 퀘이커 가정에서 태어났다. 이너 템플 법학회관 칙선변호사인 아버지 윌리엄 피어슨(영어: William Pearson)과 어머니 패니 스미스(영어: Fanny Smith)에게 태어났다. 피어슨은 삼남매 가운데 차남이었고, 맏형은 아서 피어슨지(영어: Arthur Pearson-Gee), 누이는 에이미(영어: Amy)이었다. 또한, 이복 동생 프레더릭 모킷(영어: Frederick Mocket)이 있었다.
피어슨의 어머니는 선원 가문 출신이었고, 아버지는 에든버러 대학교를 졸업한 변호사였다.
1876년에 케임브리지 대학교 킹스 칼리지(영어: King’s College)에 입학하여, 수학을 공부하였다. 1879년에 졸업하였고, 전교 수학 시험(영어: Mathematical Tripos)에서 3등(영어: Third Wrangler)이었다.
케임브리지 졸업 후, 피어슨은 1879년에 독일 하이델베르크 대학교로 유학하였다. 원래 이름의 철자는 영어식으로 "Carl"이었는데, 대학에서는 피어슨의 이름의 철자를 독일어식으로 "Karl"로 잘못 표기하였다. 이후 피어슨은 1884년부터 스스로도 "K" 철자를 사용하기 시작하였다. 하이델베르크 이후, 피어슨은 베를린 훔볼트 대학교에서 생리학과 로마법, 중세 유럽 문학 및 16세기 독일 문학, 사회주의 등을 공부하였다.
피어슨은 1880년에 영국으로 귀국하였고, 변호사였던 아버지를 따라 법학을 공부하였다. 그러나 1881년에 다시 수학으로 관심을 돌렸고, 1881년에 킹스 칼리지 런던에서 수학 조교수를, 1883년에 유니버시티 칼리지 런던에서 수학 교수를 맡았다. 1884년에 유니버시티 칼리지 런던의 응용 수학·역학 석좌 교수가 되었다.
1890년에 마리아 샤프(영어: Maria Sharpe)와 결혼하였고, 1남 2녀를 두었다. 이 가운데 아들 이건 피어슨은 아버지를 이어 유명한 통계학자가 되었다.
1911년에 피어슨은 유니버시티 칼리지 런던 통계학과를 설립하였다. 이는 세계 최초의 대학 통계학과로 여겨진다.
1928년에 아내 마리아 샤프가 사망하였고, 1929년 피어슨은 마거릿 빅토리아 차일드(영어: Margaret Victoria Child)와 재혼하였다.
1936년 서리주 케이플(영어: Capel) 근처의 콜드하버(영어: Coldharbour)에서 사망하였다.

## 같이 보기
- 생물리학
- 기쿠치 다이로쿠
- 과학적 인종주의

## 참고 문헌
- Norton, Bernard J. (1978). “Karl Pearson and Statistics: The Social Origins of Scientific Innovation” (PDF). 《Social Studies of Science》 (영어) 8 (1): 3–34.
- Porter, T. M. (2004). 《Karl Pearson: The Scientific Life in a Statistical Age》 (영어). Princeton University Press. ISBN 978-0-691-12635-7.
- Magnello, M. Eileen (2005). [Karl Pearson and the Origins of Modern Statistics “Karl Pearson and the origins of modern statistics: An elastician becomes a statistician”] |url= 값 확인 필요 (도움말). 《The Rutherford Journal: The New Zealand Journal for the History and Philosophy of Science and Technology》 (영어) 1. ISSN 1177-1380.